# NGC 1240
NGC 1240 is een dubbelster in het sterrenbeeld Ram. Het hemelobject werd op 12 september 1784 ontdekt door de Duits-Britse astronoom William Herschel.